# Tramway de Belgrade
Le tramway de Belgrade est un réseau de tramway constitué de 12 lignes situé dans la ville de Belgrade en Serbie et circulant depuis 1892.

## Réseau actuel

### Aperçu général
- Ligne 2 (ligne circulaire): Pristanište – Vukov Spomenik – Slavija – Pristanište
- Ligne 3: Kneževac – Rakovica – Railway Station – Tašmajdan
- Ligne 5: Kalemegdan – Vukov spomenik – Ustanička
- Ligne 6: Tašmajdan – Vukov spomenik – Ustanička
- Ligne 7: Blok 45 – Novi Beograd – Railway Station – Tašmajdan – Vukov spomenik  – Ustanička
- Ligne 7L: Blok 45 – Novi Beograd – Railway Station – Tašmajdan
- Ligne 9: Blok 45 – Novi Beograd – Railway Station – Slavija - Banjica
- Ligne 10: Kalemegdan – Slavija - Banjica
- Ligne 11: Blok 45 – Novi Beograd – Kalemegdan
- Ligne 12: Banovo Brdo – Railway Station – Slavija – Omladinski Stadion
- Ligne 13: Banovo Brdo – Railway Station – Novi Beograd - Blok 45
- Ligne 14: Banjica – Slavija – Vukov spomenik - Ustanička

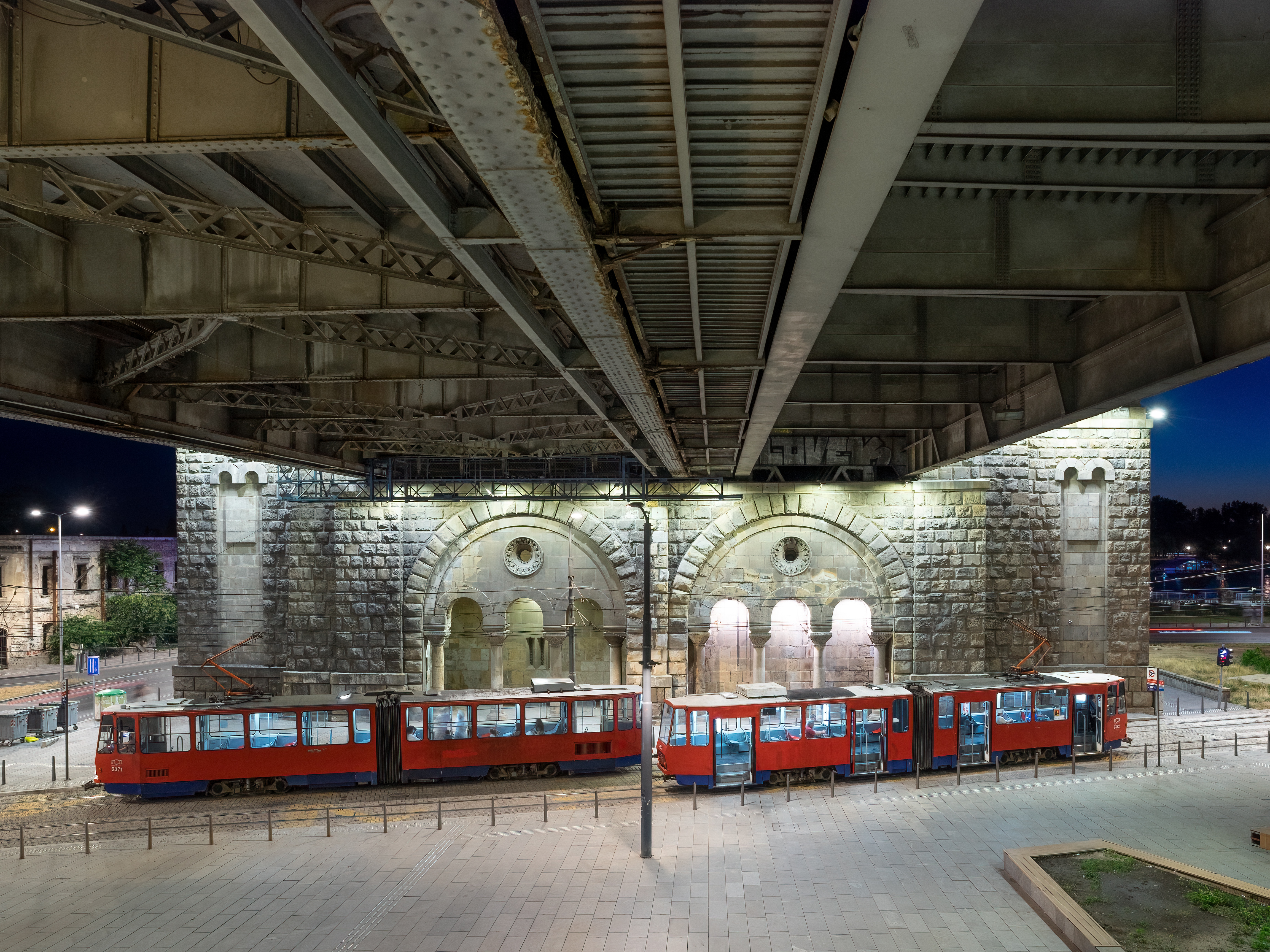
Station sous le pont de Branko.

### Matériel roulant

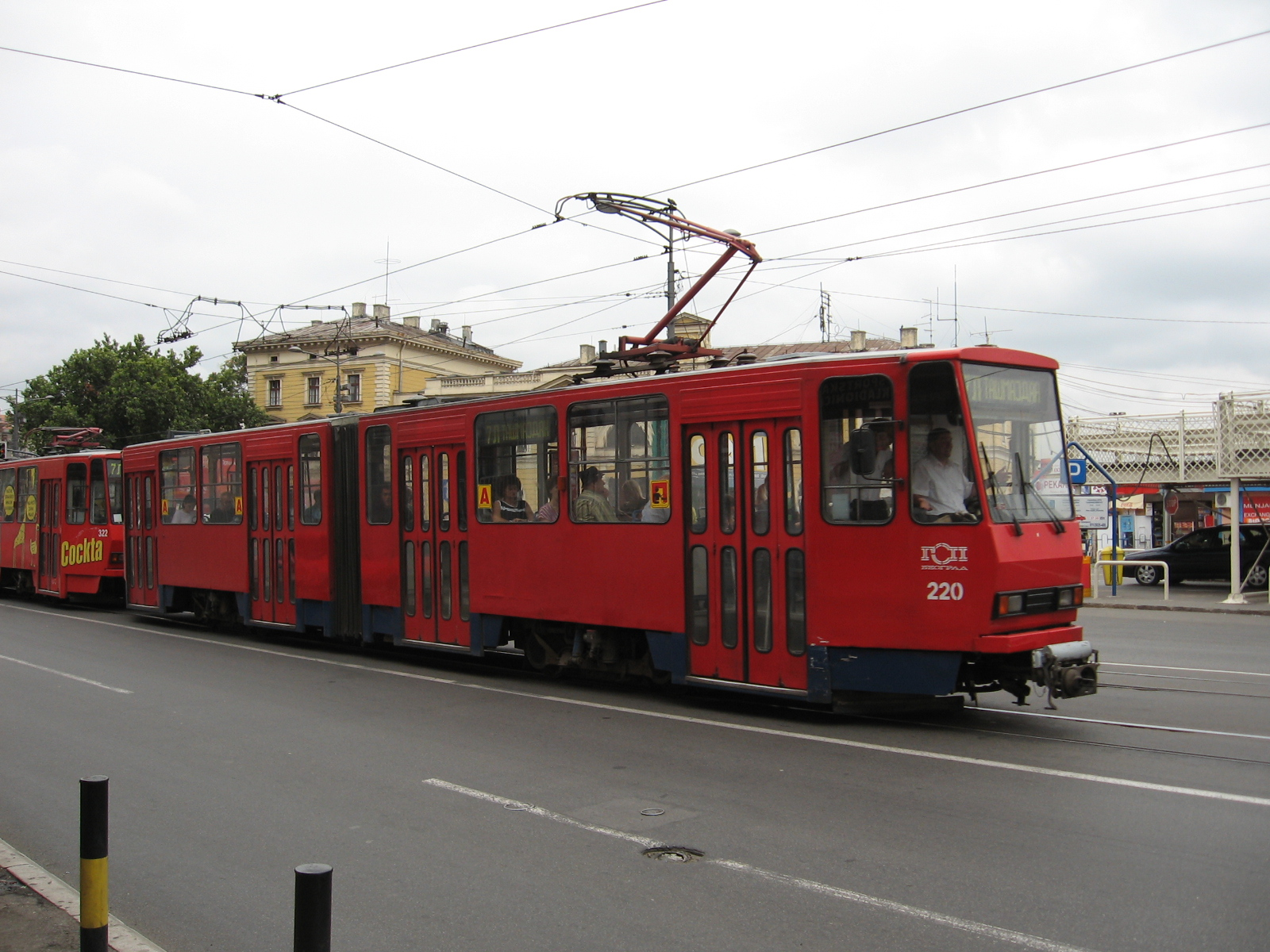
Tramway Tatra KT 4, modèle le plus répandu à Belgrade.

- 36 Duewag Be4/6 (offerts par le réseau du tramway de Bâle)[2]
- 220 Tatra KT4
- 30 CAF Urbos 3[3]